# Sörbergstjärnen, Dalarna
Sörbergstjärnen är en sjö i Vansbro kommun i Dalarna och ingår i Dalälvens huvudavrinningsområde.